# Клек, Дженни
Дженнифер «Дженни» Элис Клек (Jennifer «Jenny» Alice Clack, урождённая Эгнью, Agnew; 3 ноября 1947 — 26 марта 2020) — английский палеонтолог и специалист по эволюционной биологии, один из ведущих в мире экспертов по первым четвероногим. Эмерит-профессор Кембриджского университета и куратор его Зоологического музея, член Лондонского королевского общества (2009), иностранный член Шведской королевской академии наук (2014).
Степень доктора философии по зоологии получила в 1984 году в Ньюкаслском университете. Окончила по музееведению Лестерский университет, а степень магистра получила в Кембриджском университете.
Иностранный почётный член Американской академии искусств и наук (2009).
Автор книги «Gaining Ground: the Origin and Evolution of Tetrapods» (2002; 2-е изд. 2012, Indiana University Press, ISBN 978-0-253-35675-8).
В 2024 году в её честь названо ископаемое четвероногое животное †Gaiasia jennyae.

## Награды и отличия
- Daniel Giraud Elliot Medal НАН США (2008)[12]
- Почётный доктор Чикагского университета (2013)[13]
- T. Neville George medal, Geological Society of Glasgow[англ.] (2013)
- Почётный доктор Лестерского университета (2014)[14]
- Lapworth Medal[англ.] (2018), высшая награда Palaeontological Association[англ.][15]